# Emotivismo
L'emotivismo è il complesso delle teorie etiche che, nel XX secolo, soprattutto presso i filosofi anglosassoni, sostengono che i giudizi morali non hanno un valore cognitivo, ma che le emozioni e i sentimenti che li accompagnano determinino un incentivo condizionante ad agire moralmente.
Motivi emotivisti sono stati precedentemente identificati in Thomas Hobbes che sosteneva l'imperatività del linguaggio alla base del bene e del male come espressione di passioni: «Il linguaggio del desiderio e dell'avversione è imperativo, come fa questo, astieniti da quello»  e che vedeva nella passioni la forza della legge:
L'emotivismo è stato visto anche nell'etica di David Hume, dove i giudizi morali esprimono un sentimento attivo . Da qui nasceva l'accusa di Immanuel Kant di psicologismo a questa concezione. Per il filosofo tedesco infatti la morale era irriducibile al sentimento, che non avrebbe mai potuto essere confuso con la moralità. Per lui il sentimento è qualcosa di impulsivo, debole, incostante, su cui la morale non può fare affidamento: «una certa dolcezza d'animo che passa facilmente in un caldo senso di pietà, è cosa bella ed amabile, perché rivela una certa partecipazione alle vicende altrui [...] ma questo sentimento bonario è debole e cieco.» 
L'etica emotivista è ricomparsa nella filosofia contemporanea in quei filosofi che, rifacendosi al principio di verificazione del positivismo logico, sostengono che non si possano attribuire valori di vero o falso ai giudizi morali in quanto questi non possono essere verificati sul piano empirico.
Questa concezione è propria di Alfred Jules Ayer, che sostiene  che se i giudizi morali si accompagnano a condizioni emotive soggettive diventa difficile stabilire ciò che è bene e ciò che non lo è sulla base di argomenti razionali.
Anche per Charles Leslie Stevenson  i giudizi morali devono essere ricondotti a cause emotive personali ma, più che nei sentimenti, la morale trova la sua origine nella sfera psicologica e i contrastanti atteggiamenti morali possono spiegarsi come quelli che si verificano nell'ambito del gusto.
Pur influenzato dalle teorie emotiviste dei due autori citati, Richard Mervyn Hare, rifacendosi anche a Kant, sostiene  nella sua teoria morale, da lui chiamata del "prescrittivismo universale", la necessità di un preciso linguaggio morale nella definizione dei giudizi morali che devono essere sottoposti alle leggi della logica: